# Alluaudomyia guarani
Alluaudomyia guarani är en tvåvingeart som beskrevs av Gustavo R. Spinelli 1988. Alluaudomyia guarani ingår i släktet Alluaudomyia och familjen svidknott.
Artens utbredningsområde är Uruguay. Inga underarter finns listade i Catalogue of Life.